# بيت فيلتهوزن
بيت فيلتهوزن (بالهولندية: Piet Velthuizen) هو لاعب كرة قدم هولندي في مركز حراسة المرمى ولد في يوم 3 نوفمبر 1986 في مدينة نايميخن في هولندا، يلعب حالياً مع نادي نادي فيتيس أرنيهم وسبق له اللعب مع نادي هيركوليز، كما لعب مع منتخب هولندا لكرة القدم في 2009 ولعب في مع منتخب هولندا الأولمبي في دورة الألعاب الأولمبية الصيفية 2008 في بكين عاصمة الصين، يبلغ طوله 189 سم.

## مسيرته الكروية
لعب بيت فيلتهوزن خلال مسيرته الاحترافية مع 5 أندية في أربعة عشر موسمًا ولم يسجل خلالها أي هدف ضمن 254 مباراة. ولم يفز بأي موسم بالكأس أو بالدوري.
خاض بيت فيلتهوزن مسيرته مع نادي فيتيسه آرنهم في موسم 2006–07 في المرة الأولى ليلعب معه خمسة مواسم ثم في موسم 2011–12 ليلعب معه خمسة مواسم، مشاركًا طوالها في 215 مباراة ولم يسجل أي هدف. ثم انتقل إلى نادي إيركوليس في موسم 2010–11 لمدة موسم واحد، حيث شارك في 3 مباريات ولم يسجل أي هدف أيضًا. لينتقل بعدها إلى نادي هبوعيل حيفا في موسم 2016–17 لمدة موسم واحد، مشاركًا في 27 مباراة ولم يسجل أي هدف أيضًا. ثم انتقل إلى نادي أومونيا في موسم 2017–18 لمدة موسم واحد، مشاركًا في 9 مباريات ولم يسجل أي هدف أيضًا. هذا وانتقل لاحقًا إلى نادي إي زد ألكمار في موسم 2018–19 لمدة موسم واحد، لم يشارك في أي مباراة ولم يسجل أي هدف أيضًا.

## روابط خارجية
- بيت فيلتهوزن على موقع قاعدة بيانات كرة القدم.إي يو (الإنجليزية)
- بيت فيلتهوزن على موقع ناشيونال فوتبول تيمز (الإنجليزية)
- بيت فيلتهوزن على موقع Soccerway.com (الإنجليزية)
- بيت فيلتهوزن على موقع عالم كرة القدم.نت (الإنجليزية)
- بيت فيلتهوزن على موقع أوليمبيديا (الإنجليزية)